# Odins Tværgade
Odins Tværgade er en sidegade på Ydre Nørrebro i Mimersgadekvarteret. Den løber mellem Odinsgade og P.D. Løvs Allé.
Den lille sidegade er opkaldt efter Odin, hovedguden i den nordiske mytologi. Det har været på tale at opkalde Odins Tværgade efter Otto Brandenburg, der voksede op i nabogaden P.D. Løvs Allé.[kilde mangler]
På arealet, hvor Odinsgade, Odins Tværgade og P. D. Løvs Allé ligger i dag lå tidligere den fornemme ejendom Allersbro i 1800-tallet. Den var ejet af og opkaldt efter Christian Aller (se Allersgade). Odins Tværgade kom til i starten af århundredet, ca. 1907-1910.
Karréerne omkring P. D. Løvs Allé, Odinsgade, Odins Tværgade og den anden navnløse tværgade er opført samtidig og i samme helstøbte stil. Arkitektonisk er disse gader utrolig vellykkede og danner et lille homogent "mini-kvarter i kvarteret". I tværgaden 1-6 er det nogle yndige smørblomster, der danner en portal over hoveddøren. Inspirationen kunne være fra centraleuropæisk art nouveau med den buede fronton og en ’krølle’ over døren. Den diskrete og velplacerede hestekastanjeblads-ornamentik tyder også derpå.
Det der blev tilbage efter nedrivningen af fabrik og tømmerværksted m.m. er to usædvanlige gadeforløb sammen med P.D. Løvs Allé. Husene er nemlig spejlede og identiske. Der er ganske vist forskelligt farvet puds på og en smule forskel på vedligeholdelsesgraden (ret høj generelt), men det er akkurat de samme facader der går igen.
I nr. 5 boede tidligere forfatteren Erwin Neutzsky-Wulff.